# Телиз, Эрика
Эрика Телиз — уругвайский химик, педагог и исследовательница. В 2021 году она выиграла премию ЮНЕСКО L’Oréal для женщин в науке.
Телиз окончила химический факультет Республиканского университета Уругвая со степенью бакалавра по биохимии, степень магистра и доктора химии она получила в том же университете в 2017 году.
Работает штатным научным сотрудником и преподавателем в Междисциплинарной группе электрохимической инженерии инженерного факультета и факультета естественных наук.
Её сфера деятельности — электрохимическое преобразование энергии. Она является автором проекта и сборки контейнерной лаборатории для исследований по производству и хранению зелёного водорода, а также для разработки новых материалов для аккумуляторных батарей.
Телиз приняла участие в четырнадцатом конкурсе ЮНЕСКО L’Oréal в 2021 году с проектом «Проектирование и оценка прототипов литий-ионных аккумуляторов. Сравнение и тестирование коммерческих аккумуляторов» и заняла первое место среди 26 претенденток.